# Kizomîs, Bilozerka
Kizomîs (în ucraineană Кізомис) este o comună în raionul Bilozerka, regiunea Herson, Ucraina, formată numai din satul de reședință.

## Demografie
Componența lingvistică a comunei Kizomîs
     Ucraineană (89,29%)
     Rusă (9,62%)
     Alte limbi (0,69%)
Conform recensământului din 2001, majoritatea populației comunei Kizomîs era vorbitoare de ucraineană (89,29%), existând în minoritate și vorbitori de rusă (9,62%).